# Servizio ferroviario suburbano di Atene
Il servizio ferroviario suburbano di Atene (in greco Προαστιακός σιδηρόδρομος Αθήνας – Proastiakós sidiródromos Athínas) è il servizio ferroviario suburbano che serve la capitale ellenica e la regione dell'Attica.

## Rete
La rete consta di quattro linee:
| Linea | Inaugurazione | Tragitto                  | Lunghezza (km) | Stazioni | Corse giornaliere | Tempo di percorrenza |
| ----- | ------------- | ------------------------- | -------------- | -------- | ----------------- | -------------------- |
| A1    | 2004          | Pireo - Atene - Aeroporto | 48,23          | 19       | 18                | 65 minuti            |
| A2    | 2017          | Ano Liosia - Aeroporto    | 33,18          | 12       | 24                | 34 minuti            |
| A3    | 2017          | Atene - Oinoi - Calcide   | 82,80          | 17       | 13                | 79 minuti            |
| A4    | 2005          | Pireo - Atene - Kiato     | 120,70         | 20       | 18                | 98 minuti            |